# Dichorda rectaria
Dichorda rectaria är en fjärilsart som beskrevs av Augustus Radcliffe Grote 1877. Dichorda rectaria ingår i släktet Dichorda och familjen mätare. Inga underarter finns listade i Catalogue of Life.